# أندريه رايدر
'
أندريا رايـدر كان مغني وملحن مصري يوناني (10 أغسطس 1908 5 مارس 1971)
لا نعلم تاريخ ظهوره بالتحديد على الساحة الفنية المصرية لكنه في عام 1970 حصل على الجنسية المصرية
أعتمد ملحناً(درجة أولى) بالإذاعة المصرية. واثرى الساحة الموسيقية المصرية بكم كبير جداً من التوزيعات للألحان والتي غناها مشاهير المطربين.
وأيضاً قام بعمل الموسيقى التصويرية لعدد كبير من الأفلام وشارك في مهرجانات عالمية بألحانه وتوزيعاتها منها :
في عــام 1969 ببرشلونة.
في عام 1970 بطوكيو.
في أعوام1970 و1971 بأثينا.
حصل على وسام الاستحقاق في الفنون من الرئيس جمال عبد الناصر.
اختير احسن مؤلف موسيقى تصويرية في تاريخ السينما في مئوية السينما المصرية.
قتل اندريا رايدر في مشاجرة في إحدى شوارع بيونس ايرس الأرجنتينية سنة 1971 أثناء إحدى جولاته الفنية.

## اعمـــاله
التوزيع الموسيقى للألحان :
قام بالتوزيع الموسيقى للألحان التي قدمها وغناها كبار المطربين المصريين مثل فريد الاطرش،  محمد عبد الوهاب، عبد الحليم حافظ، فايزة.... الخ.
قام بالتعاون مع الفنان السوداني الشهير محمد وردي حيث قام بتوزيع ألحان أغنية الود التي تعتبر إحدى روائع الغناء السوداني.
قام بتأليف وتلحين بعض أغاني الفرانكو اراب واشهرها (Take me back to Cairo)
الموسيقى التصويرية للأفلام
قام بعمل الموسيقى التصويرية لعدد 61 فيلما أشهرها :
- دعاء الكروان
- اللقاء الثاني
- أغلى من حياتى
- النظارة السوداء
- شروق وغروب
- شاطئ الذكريات
- الرجل الثاني
- الحب الكبير
- حكاية حب
- اللص والكلاب
- بين الأطلال
- السراب
- نهر الحب

وقام بعمل موسيقى تصويرية لعدد 6 أفلام يونانية أشهرها
- رياح الغضب
- طريق الأقدار

## روابط خارجية
- أندريه رايدر على موقع IMDb (الإنجليزية)
- أندريه رايدر على موقع الدهليز
- أندريه رايدر على موقع قاعدة بيانات الأفلام العربية